# Verbandsgemeinde Dahner Felsenland
La comunità amministrativa di Dahner Felsenland (Verbandsgemeinde Dahner Felsenland) si trova nel circondario del Palatinato Sudoccidentale nella Renania-Palatinato, in Germania.

## Comuni
Fanno parte della comunità amministrativa i seguenti comuni:
| Comune, città                      | Sup. (km²) | Abitanti |
| ---------------------------------- | ---------- | -------- |
| Bobenthal                          | 21,24      | 289      |
| Bruchweiler-Bärenbach              | 9,36       | 1 585    |
| Bundenthal                         | 10,22      | 1 073    |
| Busenberg                          | 9,64       | 1 187    |
| Dahn, Stadt                        | 40,75      | 4 508    |
| Erfweiler                          | 8,84       | 1 195    |
| Erlenbach bei Dahn                 | 12,99      | 319      |
| Fischbach bei Dahn                 | 32,88      | 1 473    |
| Hirschthal                         | 1,59       | 84       |
| Ludwigswinkel                      | 21,28      | 787      |
| Niederschlettenbach                | 7,64       | 279      |
| Nothweiler                         | 3,67       | 126      |
| Rumbach                            | 14,79      | 410      |
| Schindhard                         | 4,36       | 524      |
| Schönau (Pfalz)                    | 16,34      | 417      |
| Verbandsgemeinde Dahner Felsenland | 215,57     | 14 256   |

(Abitanti al 31 dicembre 2021)